# Foveon
Foveon was een Amerikaans bedrijf dat beeldsensoren fabriceerde en leverde. Foveon vernoemde zich naar de fovea of gele vlek, het centrale stuk van het netvlies waar de gezichtsscherpte het hoogst is. Foveon werd opgericht in 1997 en vestigde zich in Santa Clara, Californië. In 2008 werd het overgenomen door Sigma Corporation.

## Historie
Het bedrijf werd in 1997 opgericht door Carver Mead, Richard Lyon, Richard B. Merrill, Richard Turner, Richard Nedwich en anderen, was een spin-off van National Semiconductor en Synaptics. Bij de oprichting dienden de volgende mensen als leidinggevenden: Federico Faggin (president/CEO van Synaptics), Brian Halla (president/CEO van National Semiconductor) en Dick Sanquini (VP van National Semiconductor). In het begin werd het bedrijf Foveonics genoemd, later nam het bedrijf de naam Foveon aan. Deze naam is afgeleid van de fovea van het menselijk oog, die scherpe beelden mogelijk maakt tijdens het lezen of televisiekijken.
Op 11 november 2008 werden alle aandelen van Foveon overgenomen door Sigma Corporation. Het bedrijf ging verder op een nieuwe locatie als een volledig eigendom van Sigma. Eind 2020 stopte het bedrijf met de activiteiten in Santa Clara en werd alle verdere werk overgedragen aan Sigma in Japan.

## Producten
Foveon maakte beeldsensoren waarbij de pixels voor de individuele kleuren rood, groen en blauw niet naast elkaar maar boven elkaar liggen. De sensoren maken gebruik van het feit dat Silicium in dunne lagen licht doorlaat. Licht met langere golflengte dringt dieper door dan licht met kortere golflengte. Op die manier kan een chip met drie lichtgevoelige lagen boven elkaar gebouwd worden, waarbij geen filters nodig zijn om ervoor te zorgen dat het volledige kleurengebied gedetecteerd kan worden. De volgorde is blauw, groen en rood voor de verschillende lagen.
De Foveon sensoren (ook wel X3 sensoren genoemd) worden gebruikt in digitale camera's van Sigma.

### Pixeltelling
Bij de Foveon-chip kunnen de pixels niet op dezelfde manier geteld worden als bij een conventionele enkellaagssensor. Elke pixel bevat immers drie sensoren, terwijl bij een conventionele sensor elke pixel maar een enkele sensor bevat die ofwel voor rood, groen of blauw gevoelig is en waarbij de uiteindelijke RGB-waarde door interpolatie uit naastliggende sensoren bepaald moet worden. In megapixels kunnen beide systemen niet goed vergeleken worden, vooral ook omdat in de "megapixelrace" om marketingredenen de drie deelpixels vaak apart geteld worden. Een 14 MP Foveon sensor van (2652 × 1768 × 3 lagen) pixels levert een foto van 4,8 megapixels op maar wordt als 14 MP op de markt gebracht. Hoe de beeldkwaliteit zich verhoudt tot de beeldkwaliteit bereikt met conventionele sensoren is nog steeds een onderwerp van discussie, maar lijkt sterk afhankelijk van het type opname.